# 노비따스음악중고등학교
노비따스음악중고등학교는 경기도 가평군에 있는 음악 교육을 원하는 소외계층, 저소득층, 시설 청소년 여학생을 위한 중학교 및 고등학교 과정의 각종학교(학력인정 대안학교)이다.

## 연혁
- 2020년 3월 1일 : 개교